# Напрудная
Напру́дная (Ры́бная, Синичка) — небольшая река в Мещанском районе Центрального административного округа Москвы, левый приток Неглинной. С 1910 года протекает в подземном коллекторе. По степени техногенной трансформации относится к IV классу — поверхностный водоток утрачен, русло канализировано более чем на 90 %.
Длина реки составляет 3,5 км, площадь водосборного бассейна — 4—5 км². Исток расположен в районе Марьина Роща у пересечения 2-й улицы Марьиной Рощи с 3-м проездом Марьиной Рощи. Водоток проходит на юг, пересекает улицу Сущёвский Вал и протекает вдоль Олимпийского проспекта. На территории Екатерининского парка река поворачивает на юго-запад и течёт вдоль Самарского переулка и Делегатской улицы. Устье расположено у пересечения Самотёчной и Делегатской улиц. Левым притоком Напрудной является река Капля.
Своё название река получила от села Напрудное, которое известно с XIV века. Гидроним Синичка характерен для небольших рек и связан с цветом воды.